# 日本フリースタイルフットボール連盟
日本フリースタイルフットボール連盟(JF3＝Japan Freestyle Football Federation)は、日本のフリースタイルフットボール界を統括する国内競技連盟。ニュースやコラムなどの情報配信や、国内ランキングの規定、全国大会「Japan Freestyle Football Championship」の運営などを行なっている。
世界フリースタイルフットボール協会(WFFA)やAF3(アジアフリースタイルフットボール連盟)と連携しながら、シーンの普及・発展に寄与している。

## 大会

### Japan Freestyle Football Championship(JFFC)
フリースタイルフットボール日本一を決める大会。優勝者には、Red Bull Street Styleなどの国際大会への出場権を付与する。
| 年   | 会場               | 優勝    | 準優勝  | 3位     |
| ---- | ------------------ | ------- | ------- | ------- |
| 2015 | イオンレイクタウン | KU-TA   | Canata  | Ko-suke |
| 2016 | イオンレイクタウン | Ko-suke | Nao     | hiro-k  |
| 2017 | 川崎ルフロン       | Yo      | Ko-suke | hiro-k  |
| 2018 | ？                 | Ko-suke | hiro-k  | Yo      |
| 2019 | ？                 | Ko-suke | Ibuki   | AKI     |

### Japan Freestyle Football Championship U-22(JFFC U-22)
22歳以下のフリースタイルフットボール日本一を決める大会。
| 年   | 会場                | 優勝   | 準優勝 | 3位 |
| ---- | ------------------- | ------ | ------ | --- |
| 2016 | CHIMERA GAMES Vol.2 | Kazane | Ibuki  | Yo  |